# Zabornia (województwo wielkopolskie)
Zabornia – osada w Polsce położona w województwie wielkopolskim, w powiecie gostyńskim, w gminie Piaski.
W okresie Wielkiego Księstwa Poznańskiego (1815-1848) miejscowość wzmiankowana jako Zabornica należała do wsi mniejszych w ówczesnym pruskim powiecie Kröben (krobskim) w rejencji poznańskiej. Zabornica należała do okręgu gostyńskiego tego powiatu i stanowiła część majątku Godurowo, którego właścicielem był wówczas (1846) Zbijewski. Według spisu urzędowego z 1837 roku wieś liczyła 24 mieszkańców, którzy zamieszkiwali 3 dymy (domostwa).
W latach 1975–1998 miejscowość położona była w województwie leszczyńskim.